# Papuanella destituta
Papuanella destituta är en insektsart som beskrevs av Medler 1989. Papuanella destituta ingår i släktet Papuanella och familjen Flatidae. Inga underarter finns listade i Catalogue of Life.